# Karakoramrosenfink
Karakoramrosenfink (Carpodacus grandis) är en bergslevande asiatisk fågel i familjen finkar inom ordningen tättingar med omdiskuterad artstatus.

## Fältkännetecken

### Utseende
Karakoramrosenfink är en stor fink med en kroppslängd på 18 centimeter och med en relativt kraftig näbb. Hanen har rosa ögonbryn och undersida, medan ovansidan är blekt gråbrun med rosa ton. Honan är blekgrå och kraftigt streckad, med ett otydligt ögonbrynsstreck.
Den är mycket lik sin nära släkting rosaryggig rosenfink (C. rhodochlamys) och behandlas av vissa som underart till denna. Karakoramrosenfinken har dock något längre vingar, kortare stjärt och tunnare näbb med rakare kulmen. Ögonbrynsstrecket är mer kontasterande men smalare och pannan mörk. Honan har tydligare ögonbrynsstreck samt ljusare men mer streckad undersida.

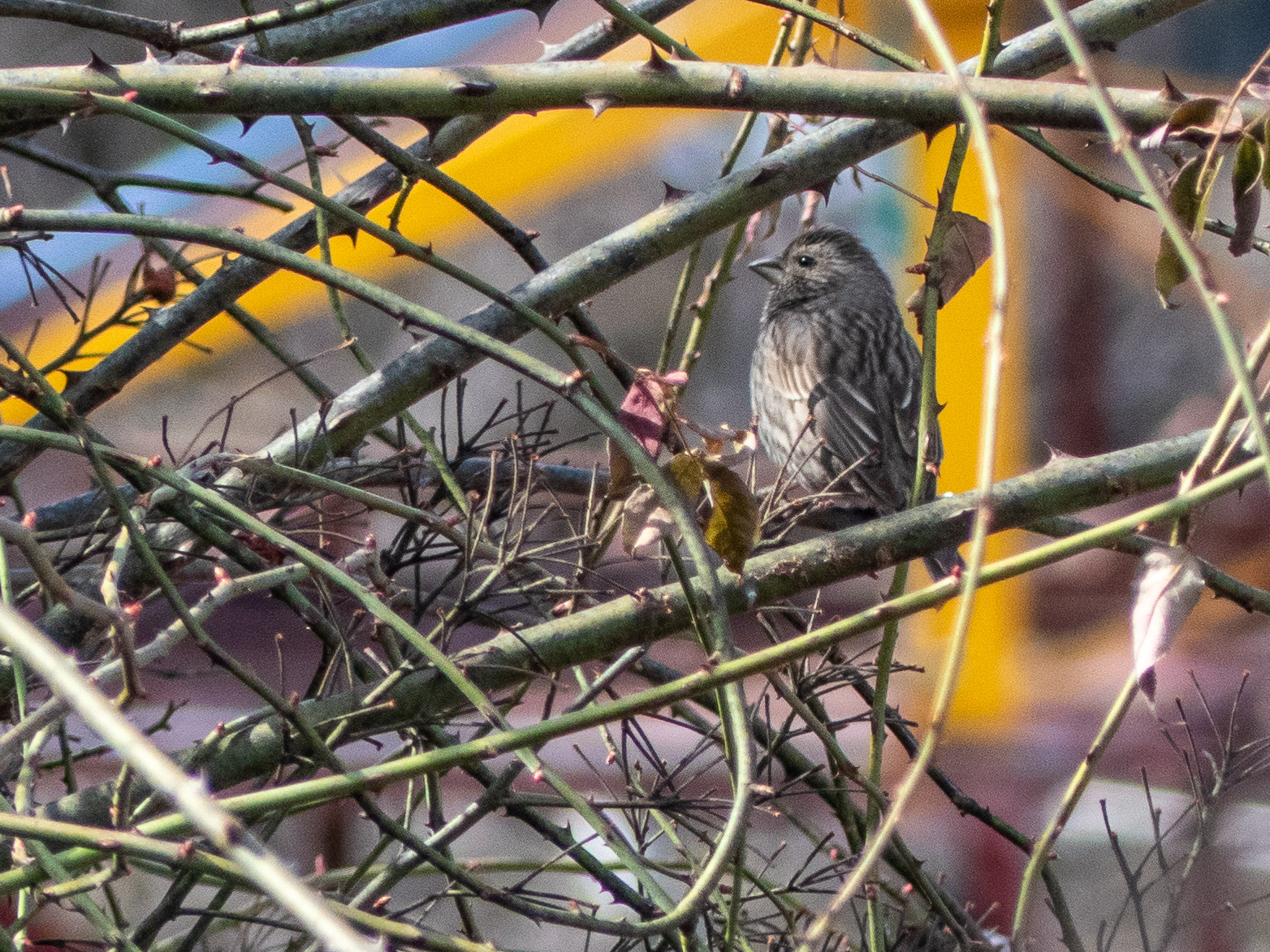

### Läten
Fågeln saknar egentlig sång. Lätet är tunt och utdraget.

## Utbredning och systematik
Fågeln förekommer från nordvästra och nordöstra Afghanistan, västra och nordcentrala Pakistan och västra Himalaya österut till norra Indien (österut till norra Himachal Pradesh, vintertid till Uttarakhand). Den behandlas som monotypisk, det vill säga att den inte delas in i några underarter.

### Artstatus
Karakoramrosenfink betraktades tidigare som underart till rosaryggig rosenfink (C. rhodochlamys), men urskiljs som egen art av flera internationella auktoriteter på grund av skillnader i genetik, morfologi, dräkt och läten. Vissa behåller den dock som underart till rosaryggig rosenfink på grund av oklar position för dess senare taxon kotschubeii samt att dräktesskillnaderna bedöms vara rätt marginella.

## Levnadssätt
Karakoramrosenfink återfinns i liknande miljöer som rosaryggig rosenfink, det vill säga bergssluttningar med inslag av enbuskar och lövträd samt alpängar med spridda buskage, mellan 2000 och åtminstone 2900 meters höjd, vintertid på lägre nivåer.

## Status
IUCN behandlar den inte som god art, varvid den inte placeras i någon hotkategori. Den beskrivs som vanligt förekommande.

## Namn
Fågeln kallades tidigare blythrosenfink på svenska, en hyllning till den engelske zoologen Edward Blyth (1810-1873) som beskrev arten 1849, men justerades 2023 till ett mer informativt namn av BirdLife Sveriges taxonomikommitté.